# Prószków (zámek)
Zámek Prószków je barokní zámek v Horním Slezsku v obci Prószków v Opolském vojvodství v Polsku.

## Historie

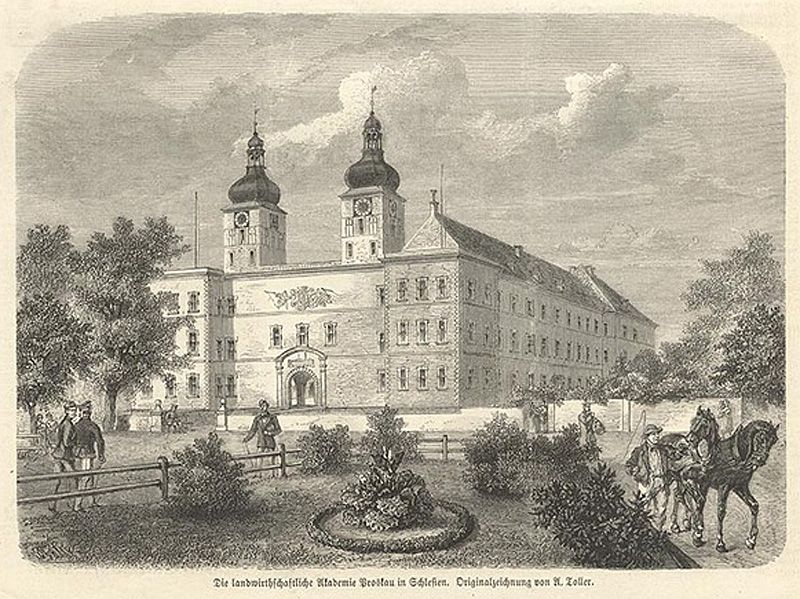
zámek v roce 1860

Zámek byl postaven na místě původního hradu v roce 1563 pro hraběte Jiřího Pruskovského v renesančním slohu. Za třicetileté války jej v roce 1644 vypálili Švédové. V letech 1677 až 1683 byl barokně přestavěn pod vedením italského architekta Giovanniho Seregna. Z tohoto období pocházejí dvě věže v průčelí, které stojí dodnes.
Zámek byl až do roku 1769 v majetku rodu Pruskovských. Po smrti hraběte Leopolda Pruskovského přešel zámek do rukou Dietrichsteinů a v roce 1783 se stal majetkem pruského krále Fridricha II.
V letech 1845 až 1847 byl interiér zámku upraven pro provoz Zemědělské akademie Prószków. Po přestěhování akademie do Berlína v roce 1881 sloužila budova zámku do roku 1923 jako zemědělská vysoká škola a od roku 1930 byla přeměněna na nemocnici pro mentálně postižené. V současnosti je v zámku domov důchodců. V roce 2011 byl zámek kompletně opraven.

## Architektura

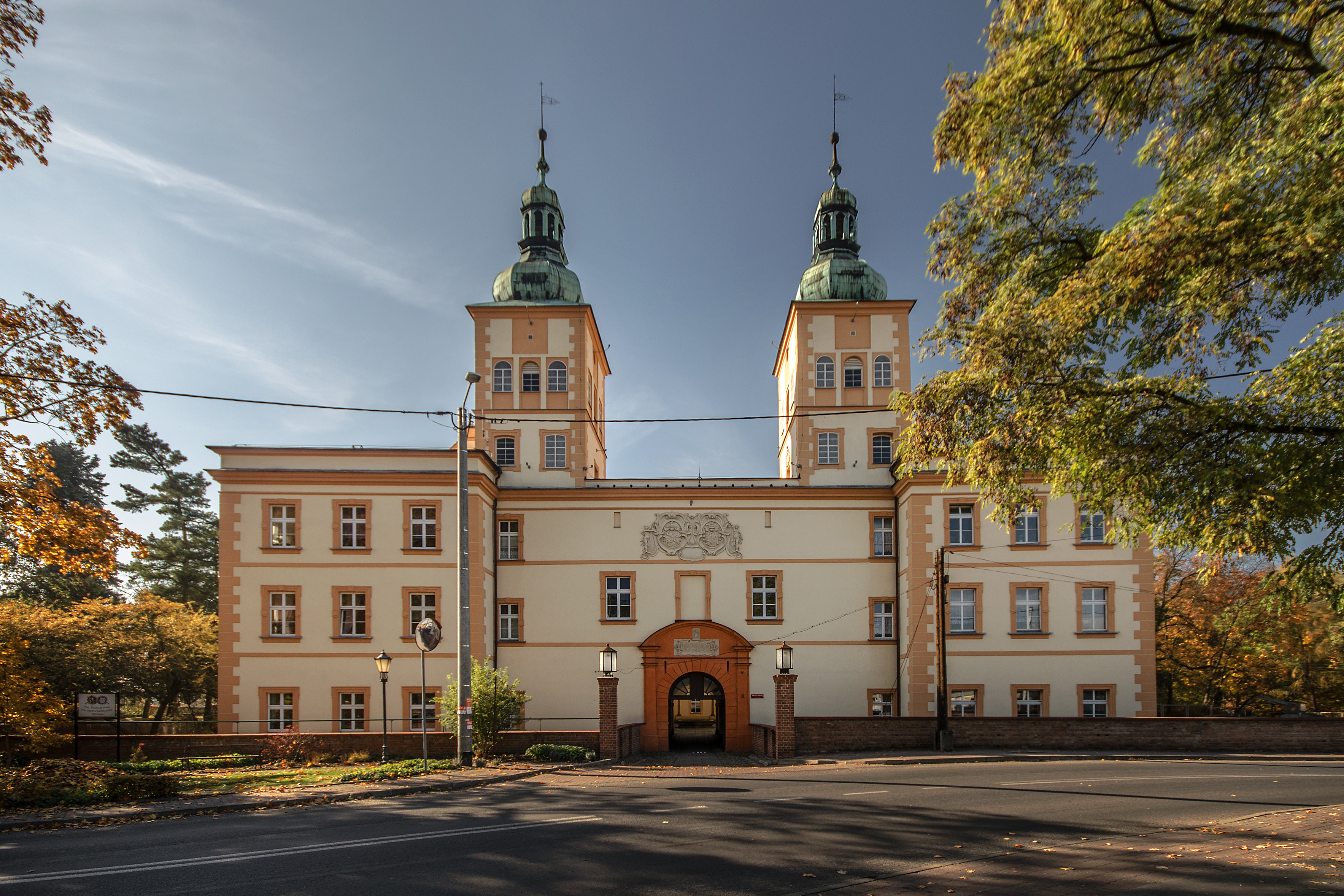
zámek v roce 2015

Budova zámku má čtyřboký půdorys s vnitřním nádvořím a nárožími. Střední část čelního průčelí lemují dvě čtyřboké věže. Zámek je zděný na vysoké cihlové podezdívce. Jednotlivá křídla zámku jsou třípatrová, věže jsou s pětipatrové kryté kopulemi.
Fasáda jednotlivých křídel je členěna mezipatrovými římsami a pravoúhlými okenními otvory v architrávech. Fasáda západního křídla je částečně pokryta sgrafitovou výzdobou, která byla odkryta při rekonstrukci. V ose průčelí je portál s nápisovou kartuší (základní deskou), v úrovni třetího patra jsou pak umístěny dvě kartuše erbu rodu Pruskovských.
Kolem zámku jsou zbytky bývalého opevnění vodního příkopu a hliněné bašty. Z jihozápadu k zámku přiléhá krajinářský park, založený na přelomu 18. a 19. století.